# Новошареево
Новошареево (баш. Яңы Шәрәй) — деревня в Липовском сельсовете Архангельского района Республики Башкортостан России.

## Географическое положение
Расстояние до:
- районного центра (Архангельское): 28 км,
- центра сельсовета (Благовещенка): 5 км,
- ближайшей железнодороожной станции (Приуралье): 36 км.

## Население
| 2002 | 2009 | 2010 |
| ---- | ---- | ---- |
| 287  | ↘258 | ↘223 |

Согласно переписи 2002 года, преобладающая национальность — татары (69 %).

## Религия
В деревне есть мечеть.